# Каштановый джем
Каштановый джем (фр. crème de marrons, дословно каштановый крем) — десертное блюдо французской кухни.

## История
Южная часть Франции (Лангедок) исторически славилась росшими здесь каштанами, пригодными для употребления в пищу (не следует путать с распространёнными в России непригодными в пищу конскими каштанами). В некоторые столетия испечённые в очаге каштаны служили едва ли не основной пищей местных крестьян, однако появление картофеля оттеснило их далеко на задний план. Однако сохранилась традиция создания деликатеса: глазированных (засахаренных) каштанов, которыми особенно славился департамент Ардеш.
В конце XIX века производители глазированных каштанов столкнулись с тем, что значительная часть глазированных каштанов ломались или крошились в процессе производства. Тогда, в 1885 году, предприниматель Клеман Фожье (1861—1941) придумал готовить из толчёных засахаренных каштанов и ванили десертную бутербродную пасту — каштановый джем.
Новый продукт быстро начал пользоваться спросом. Бренд каштанового джема «Ardèche» («Ардеш») был официально зарегистрирован Фожье в 1924 году (и существует до сих пор). Каштановый джем этой марки поставлялся в крупные города Франции.
Во время Второй мировой войны, гитлеровцы, оккупировавшие Францию, ввели по всей стране жёсткое нормирование продуктов питания и карточную систему. Однако, не будучи знакомы с традицией употребления в пищу каштанов, нацисты проигнорировали производство каштанов в Ардеше, сочтя его «не заслуживающим внимания».
Тогда всё тому же Клеману Фожье (фр.) пришла в голову идея поддержать своих соотечественников, продавая им любимый десерт в обход карточной системы. Он начал упаковывать свой каштановый джем в банки с надписью «Génovitine» («Женовитин») и продавать его вместо продовольственных магазинов в аптеках, как рецептурное «тонизирующее» лекарственное средство. Неудивительно, что французские врачи в войну массово и охотно выписывали своим согражданам, и особенно семьям, имеющим детей, рецепты на это «лекарство».

## Описание
В настоящее время каштановый джем изготавливается на юге Франции многими производителями, причём большинство из них отказались от использования дорогостоящих глазированных каштанов, осознав, что сходного вкусового эффекта можно достигнуть, смешав варёные каштаны, ваниль и сахарный сироп.
Получившийся каштановый джем можно есть, намазывая на хлеб, или использовать как начинку для пирогов. Сами французы, однако, предпочитают есть его с сыром фромаж блан или блинчиками (фр. Crêpe). Также каштановый джем используют при изготовлении каштанового мороженого, пирожных и печенья.